# Johnson County, Wyoming
Johnson County är ett administrativt område i delstaten Wyoming, USA, med 8 569 invånare. Den administrativa huvudorten (county seat) är Buffalo. 

## Geografi
Enligt United States Census Bureau har countyt en total area på 10 812 km². 10 790 km² av den arean är land och 22 km² är vatten. 

### Angränsande countyn
- Sheridan County - nord
- Campbell County - öst
- Converse County - sydöst
- Natrona County - syd
- Washakie County - väst
- Big Horn County - nordväst

## Orter
Invånarantal vid 2010 års folkräkning anges inom parentes.

### Större stad (City)
- Buffalo (4 585), huvudort

### Mindre stad (Town)
- Kaycee (263)

### Övriga mindre orter
- Linch
- Saddlestring

## Kommunikationer
Den nord-sydliga motorvägen Interstate 25 och den öst-västliga Interstate 90 passerar genom countyt och möts här.